# گسیل نوترون
گسیل نوترون (به انگلیسی: Neutron emission) یا نشر نوترون گونه‌ای از فرایند واپاشی هسته‌ای است که طی آن هسته ناپایدار، نوترون اضافی خود را نشر می‌دهد. دو نمونه هسته ناپایدار که چنین فرایندی در آن رخ می‌دهد، هسته هلیم-۵ و بریلیم-۱۳ است.